# Audre campestris
Audre campestris är en fjärilsart som beskrevs av Bates 1868. Audre campestris ingår i släktet Audre och familjen Riodinidae. Inga underarter finns listade i Catalogue of Life.